# ايمانويل كروس
ايمانويل كروس (بالإسبانية: Emanuel Croce)‏ هو لاعب كرة قدم أرجنتيني، ولد في 22 يوليو 1985 في كنيادا دي غوميز ‏ في الأرجنتين. لعب مع تيرو فيديرال.

## وصلات خارجية
- ايمانويل كروس على موقع Soccerway.com (الإنجليزية)